# La Belle (Florida)
LaBelle è una città degli Stati Uniti d'America situata in Florida, nella Contea di Hendry, della quale è anche il capoluogo.